# Чернышевский, Пётр Акимович
Пётр Аки́мович Черныше́вский (24.06.1914, с. Людково, Новозыбковский уезд, Черниговская губерния — 15.08.1996, г. Новозыбков, Брянская область) — русский советский живописец, график, член Союза художников России.

## Биография
Родился в 1914 году в селе Людково, Новозыбковский уезд, Черниговская губерния, Российская империя. Русский.
Увлечение рисованием началось в раннем детстве с копирования иллюстраций, помещенных в журнале «Нива». В школе укрепил свое мастерство в изостудии Савелия Ивановича Саввичева, по совету которого затем поступил в Пензенское художественное училище, где с 1936 года преподавал выпускник Императорской Академии художеств, ученик Репина Иван Силыч Горюшкин-Сорокопудов.
С началом Великой Отечественной войны ушёл на фронт. Гвардии рядовой, художник дивизионной газеты 27 гвардейской стрелковой дивизии, а затем 8-й гвардейской армии воевал на Брянском, Калининском, Сталинградском, Донском, Западном, 3-м Украинском и 1-м Белорусском фронтах, был ранен и контужен.
Работая во фронтовой газете, художник часто был вынужден рисовать по ночам, выполняя гравюры для срочного выпуска газеты. Порой они изготавливались на линолеуме, которым были обиты разбитые немецкие автобусы. Зачастую на таких линогравюрах изображались отличившиеся в боях солдаты Красной Армии, также из имеющихся под рукой материалов изготавливался плакат с рисунком и текстом на немецком языке.
За работу по организации наглядной агитации в тяжелых боевых условиях в ходе наступательных операций награжден медалями «За оборону Сталинграда» и «За боевые заслуги», а также Орденом Красной Звезды.

«Гвардии рядовой Чернышевский Петр Акимович в течение наступательных операций от р. Висла до р. Одер и от р. Одер до Берлина проводил большую работу по организации наглядной агитации в наступающих войсках. На фронтовых дорогах, на строительстве переправ и мостов, на улицах Берлина, в период ожесточенных боев за каждый квартал были лозунги, плакаты, призывы, сделанные и вывешенные гвардии рядовым Чернышевским. За это время тов. Чернышевский написал свыше 2 тысяч щитов с призывами к нашим войскам. Особенную серьезную работу провел тов. Чернышевский в боях за Берлин. На улицах, где шел бой, уже висели лозунги, призывающие гвардейцев с честью выполнить боевой приказ прославить Социалистическую Родину. Смело и хладнокровно тов. Чернышевский выполнял все получаемые от командования задания в самых тяжелых боевых условиях»— наградной лист о представлении П. А. Чернышевского к награждению Орденом Красной Звезды от 11.07.1945.
После войны создавал декорации для новозыбковского театра, оформлял киноафиши, вёл кружок рисования в изостудии при Доме Пионеров, организовывал пленэры для своих учеников.
Работы Чернышевского многократно экспонировались на городских, областных и всесоюзных выставках. Сохранились каталоги 23 выставок (с 1947 по 1995 гг.). В 1947 году в доме народного творчества г. Брянска состоялась первая областная выставка изобразительного и прикладного искусства, по итогам которой Петр Акимович Чернышевский стал обладателем второй премии по живописи и первой по графике — за живописные работы «Болгарская деревня» и «Летний дождь» и серию фронтовых зарисовок.
Художник скончался 15 августа 1996 в возрасте 82 лет.

## Семья и дети
Супруга художника — Анфиса Ефимовна Чернышевская (урожденная Золотухина).
Дочь — Наталья Петровна Чернышевская, учитель высшей категории, преподаватель английского языка в гимназии г. Новозыбков.
Внучка — Инна Сергеевна Макарова, доктор филологических наук, профессор, литературовед, преподаватель английского, французского языков, зарубежной литературы (г. Санкт-Петербург).

## Избранные работы художника фронтового периода
- «На МТС»
- «Машины идут на Запад»
- «Под хутором Бабурки»
- «Сталинград. 1942 г.»
- «Немецкий аэродром»
- «Немецкие укрепления. Берег Волги»
- «Сталинград. Элеватор»
- «Сталинградский фронт. Артиллеристы»
- «Белорусский фронт. Немецкий дот»
- «Моя фронтовая мастерская»
- «Река Шпрее»
- «Берлин Май 1945 г.»
- «У рейхстага. 1945 г.»
- «Бранденбургский ворота. 1945 г.»